# Horný Vadičov
Horný Vadičov (Hongaars: Felsővadas) is een Slowaakse gemeente in de regio Žilina, en maakt deel uit van het district Kysucké Nové Mesto.
Horný Vadičov telt 1.603 inwoners.